# Lijst van voetbalinterlands Algerije - Equatoriaal-Guinea (vrouwen)
Deze lijst van voetbalinterlands is een overzicht van alle officiële voetbalinterlands tussen de nationale vrouwenteams van Algerije en Equatoriaal-Guinea. De landen hebben tot nu toe twee keer tegen elkaar gespeeld. 

## Wedstrijden
| № | Plaats   | Datum           | Competitie                   | Wedstrijd                     | Uitslag |
| - | -------- | --------------- | ---------------------------- | ----------------------------- | ------- |
| 1 | Oghara   | 3 november 2006 | Afrikaans kampioenschap 2006 | Equatoriaal-Guinea − Algerije | 3 − 3   |
| 2 | Daveyton | 5 november 2010 | Afrikaans kampioenschap 2010 | Equatoriaal-Guinea − Algerije | 1 − 0   |

## Samenvatting
| Competitie              | Totaal gespeeld | Winst Algerije | Gelijk | Winst Equatoriaal-Guinea | Doelsaldo Algerije – Equatoriaal-Guinea |
| ----------------------- | --------------- | -------------- | ------ | ------------------------ | --------------------------------------- |
| Afrikaans kampioenschap | 2               | 0              | 1      | 1                        | 3 − 4                                   |
| Totaal                  | 2               | 0              | 1      | 1                        | 3 − 4                                   |